# Dreßler Bau
Dreßler Bau ist ein deutsches Bauunternehmen, das 1913 in Großostheim durch Gabriel Dreßler (1875–1960) gegründet wurde.

## Geschichte
Bereits wenige Jahre nach der Gründung kam die Tätigkeit des Unternehmens im Ersten Weltkrieg fast vollständig zum Erliegen.
1932 trat Adam Dreßler (1906–1977) als Gesellschafter in das Baugeschäft ein. Wegen der guten Entwicklung des Unternehmens mit Schwerpunkten im Allgemeinen Hochbau wurde 1935 das Unternehmen in „Gabriel Dreßler & Sohn, Baugeschäft“ umbenannt und der Sitz nach Aschaffenburg verlegt.
Zwischen 1932 und 1939 entwickelte sich der Betrieb zu einem mittelständischen Bauunternehmen und breitete seine Aktivitäten in Richtung Odenwald und nach Darmstadt aus. Schwerpunkte waren Kasernenbau, Kanalarbeiten und allgemeiner Tiefbau.
1950 erfolgte die Gründung der Niederlassung Darmstadt und 1955 der Niederlassung in Rastatt. Von Darmstadt aus wurde der Aktionsbereich in den Raum Frankfurt am Main ausgedehnt. Von Rastatt aus war Dreßler Bau über etwa 30 Jahre sehr stark im Erd- und Tiefbau aktiv, insbesondere mit großen Bauaufträgen beim Bau der Autobahnen in ganz Süddeutschland.
1967 wurde ein Fertigteilwerk in Stockstadt am Main eröffnet, in dem heute neben allgemeinen Fertigteilen für den Hochbau hochwertige Fassaden aus Architekturbeton hergestellt werden.
1970/1971 wurden Hans und Karl Dreßler Mitgesellschafter der inzwischen umfirmierten „Gabriel Dreßler & Sohn Bauunternehmung“. Ab 1972 bestimmten die schlüsselfertige Hochbauorientierung sowie das Wachstum des Fertigteilwerks die Umstrukturierung und Weiterentwicklung des Unternehmens zum Generalunternehmer. 1976 kam es zur Umfirmierung in die „Gabriel Dreßler & Sohn Baugesellschaft mbH und Co.“ Nach dem Tod von Adam Dreßler im Jahr 1977 erfolgte die Übernahme der Geschäftsführung durch seine Söhne Hans Dreßler und Karl Dreßler.
1998 erfolgte die Umwandlung der Firma in die „Dreßler Bau GmbH“. Es begann die Entwicklung hin zum Spezialisten für schlüsselfertigen Hochbau. Der Strukturwandel des Bauens bedingte bei gleichzeitig sinkenden Mitarbeiterzahlen eine Verschiebung hin zugunsten der technischen und kaufmännischen Angestellten. Bauplanung und Baumanagement sowie Rechts- und Finanzfragen bestimmten das Geschäft. Neue Produkte wurden entwickelt. 
In den Folgejahren wurde Dreßler Bau immer stärker deutschlandweit aktiv. Um für die Kunden insbesondere in den neuen Bundesländern und Berlin auch vor Ort präsent zu sein, wurde 2005 eine Niederlassung in Dresden gegründet. Der Schwerpunkt Hochbau wird hier um die Expertise für die Sanierung kulturhistorischer Bauten ergänzt.
2011 erfolgte die Gründung einer weiteren Niederlassung in Essen. Von hier aus werden vor allem die Kunden in Nordrhein-Westfalen bedient.
2012 wurde die Familientradition durch den Eintritt von Hubertus Dreßler in die Geschäftsführung fortgeführt. Gleichzeitig wurde ein Aufsichtsrat bestellt, in den Hans und Karl Dreßler aus der aktiven Geschäftsführung wechselten. Mit Vollendung des 80. Lebensjahres übergab Hans Dreßler Ende Oktober 2016 sein Aufsichtsratmandat an seine Tochter Susanne Trompke und den Vorsitz des Aufsichtsrates an seinen Bruder Karl Dreßler.
2017 wurde mit dem Hochhaus „Horizon“ in Düsseldorf das größte Projekt in der Firmengeschichte fertiggestellt.
Im Juni 2020 bezogen die Hauptverwaltung, die Niederlassung Aschaffenburg und die Verwaltung der Niederlassung Stockstadt eine neue Firmenzentrale, das „Dreßler Haus“ in Aschaffenburg. Die Fertigteilproduktion und die Architekturbeton-Manufkatur befinden sich nach wie vor am Standort Stockstadt am Main. Das Fertigteilwerk wird in „Niederlassung Elemente und Industriebau – Produktion“ umbenannt.

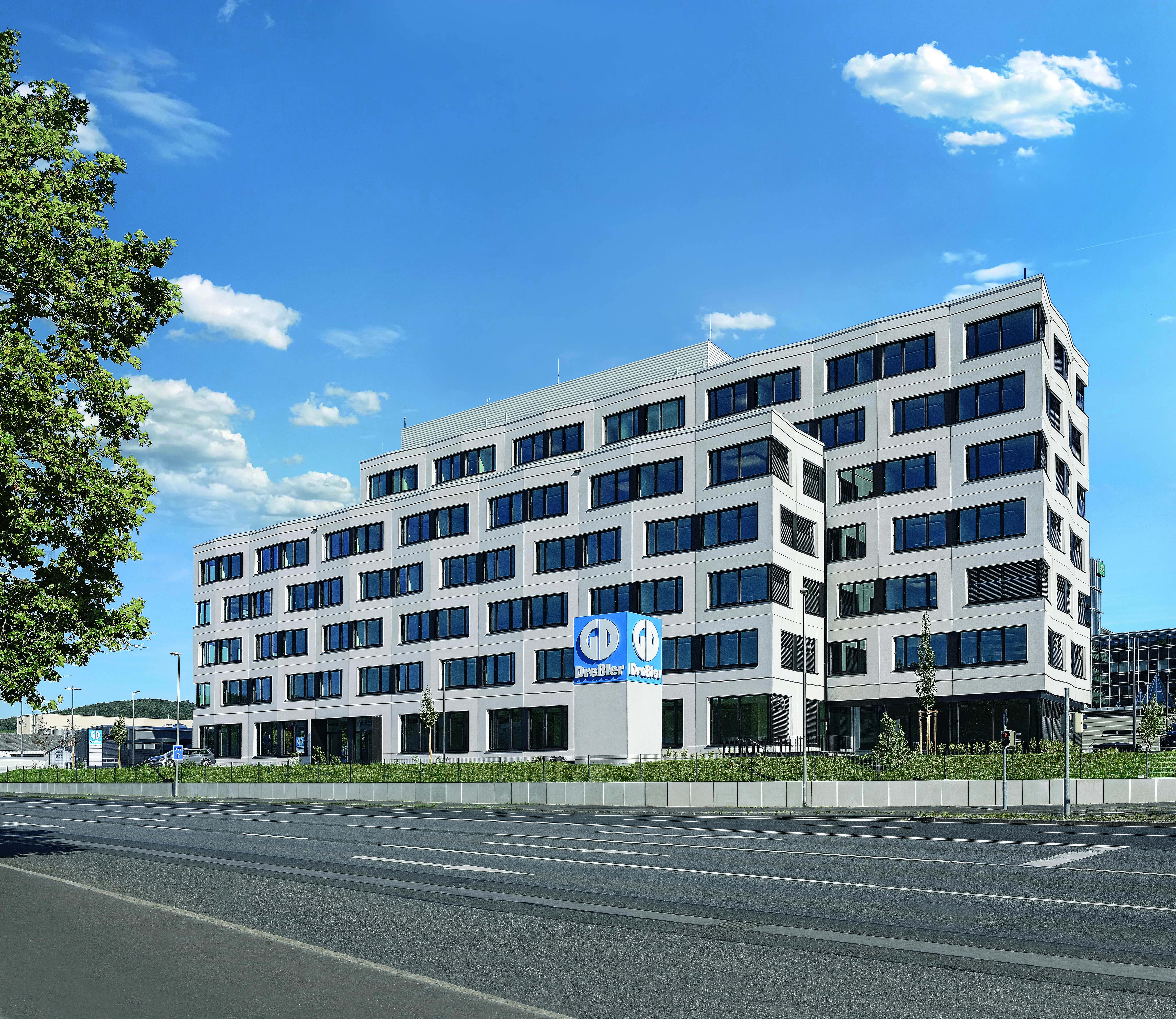
Firmenzentrale der Dreßler Bau GmbH: „Dreßler Haus“ in Aschaffenburg
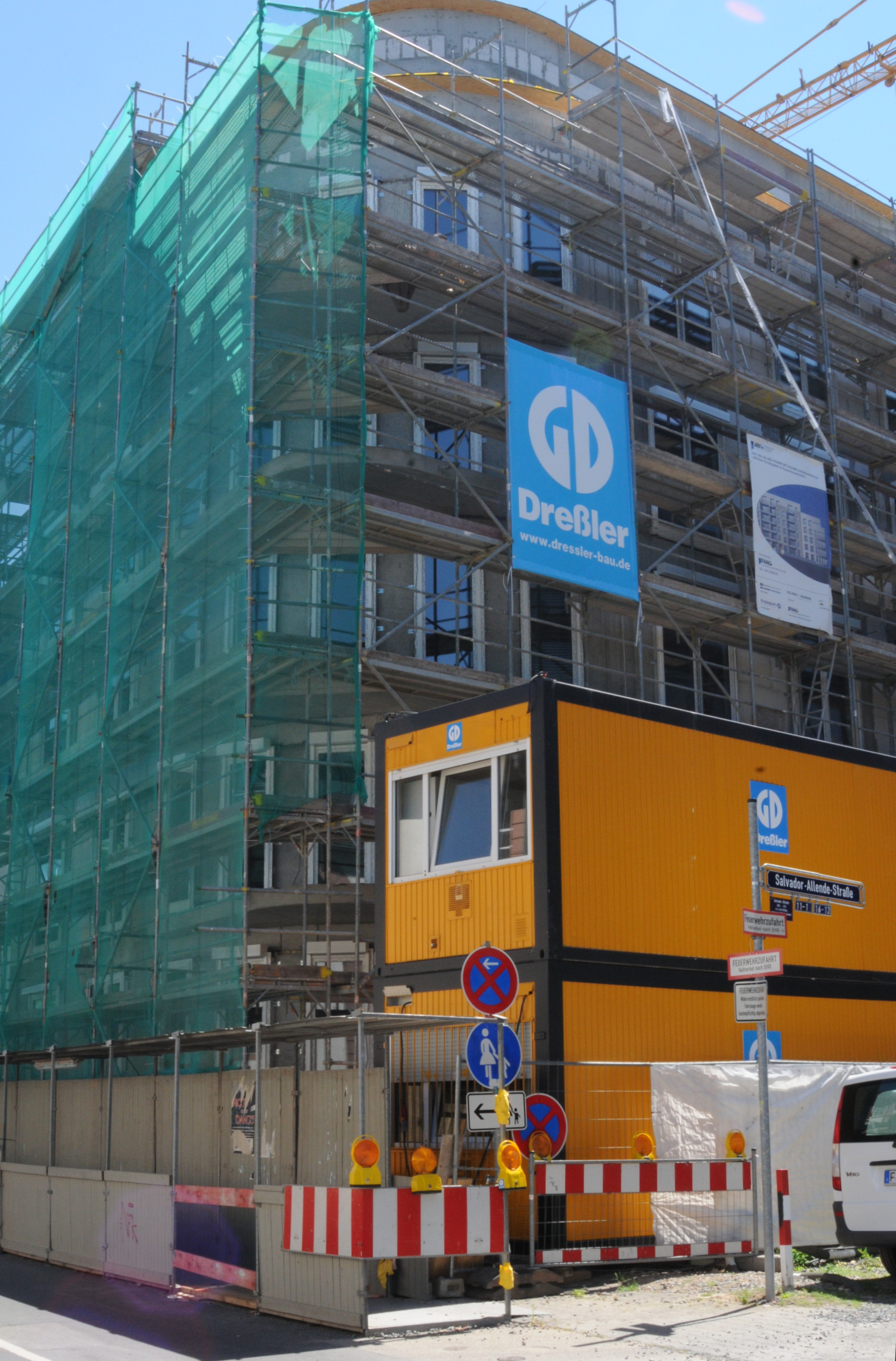
Dreßler-Baustelle in Frankfurt am Main
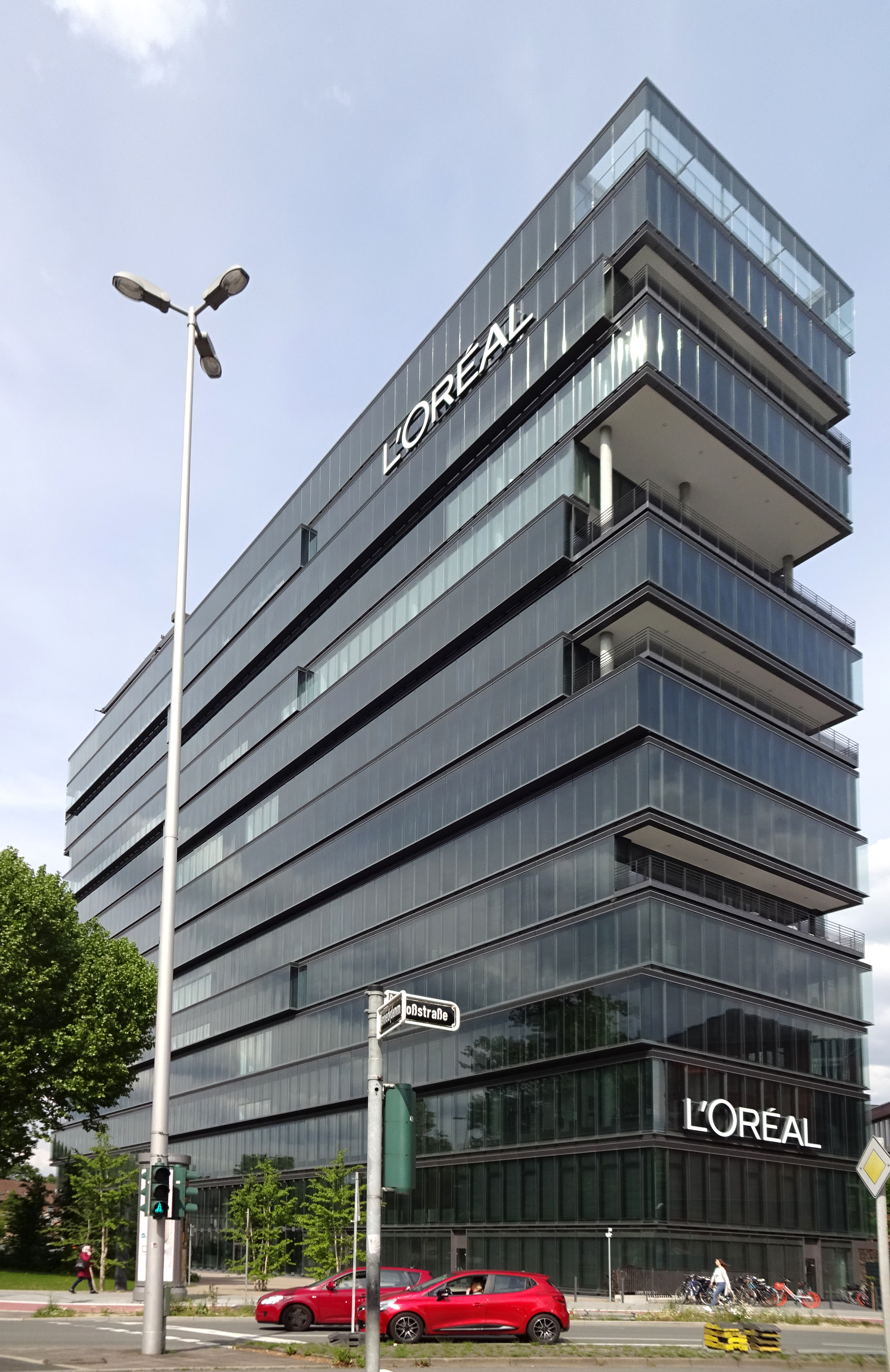
„Horizon“, Hauptsitz von L’Oréal Deutschland

Zum 30. Juni 2021 zog sich Karl Dreßler aus dem Aufsichtsrat zurück. Sein älterer Sohn, Thomas Dreßler, ist seitdem Aufsichtsratsvorsitzender.
Im Juni 2022 bezog auch die Dreßler Bau Niederlassung Rastatt neue Räumlichkeiten. Nach dem Bau der Projektentwicklung „CarlsCUbe“ in Karlsruhe, in der Raum für eigene VR-Labs geschaffen wurde, erfolgte auch ein Wechsel der Niederlassung dorthin.

## Belege
1. ↑  https://www.peri.de/projekte/hochhaeuser-und-tuerme/buerohochhaus-horizon-duesseldorf.html